# Wanbedrijf
In het Belgische strafrecht is een wanbedrijf een categorie van misdrijven.
Een wanbedrijf wordt bestraft met een correctionele straf. Concreet komt dat neer op de volgende straffen:
- gevangenisstraf van 8 dagen tot 5 jaar;
- geldboete van meer dan 25 euro (te vermeerderen met de opdeciemen, waardoor men de boetes in 2020[1] maal acht moet doen) (artikel 38 Sw.);
- werkstraf van 46 tot 300 uren.

In principe is de correctionele rechtbank bevoegd voor deze misdrijven. Door middel van contraventionalisering kan een wanbedrijf gelijkgesteld worden met een overtreding, waarvoor de politierechtbank bevoegd wordt.
Misdaden komen in België voor een assisenhof met een volksjury, maar deze kunnen door correctionalisering worden gedenatureerd tot een wanbedrijf en dus door de correctionele rechtbank worden bestraft.